# Pilar Monzó Pons
Pilar Monzó Pons (València-Utiel) fou una escriptora valenciana.
La primera connexió que s'ha trobat amb el món valencianista és la participació en els Jocs Florals de 1929, organitzats per Lo Rat Penat, on guanyá el tercer accèssit a la Viola d'Or.
L'any 1930 s'interpreta la seua peça teatral El cuento de la princesa, durant la festa de Reis celebrada a l'escola d'aprenents de la Federació de Sindicats Catòlics.
El 26 de març de 1930 fa el seu salt a l'escena del teatre valenciana i estrena en el teatre Novedades de València la seua primera obra, La falta de Marieta.
El 13 de novembre de 1930, estrenava en el teatre Novedades la seua segona obra, Visanteta, una comèdia en un acte i en prosa. El llibret fou publicat en el número 11 de la revista Nostre teatre, aparegut el 17 de gener de 1931, i Monzó el dedicà a l'actriu "Doña Vicenta Silvestre, de extraordinari temperament artístic, en humil homenache de admiració i afecte".